# Союз семи слов'янських племен

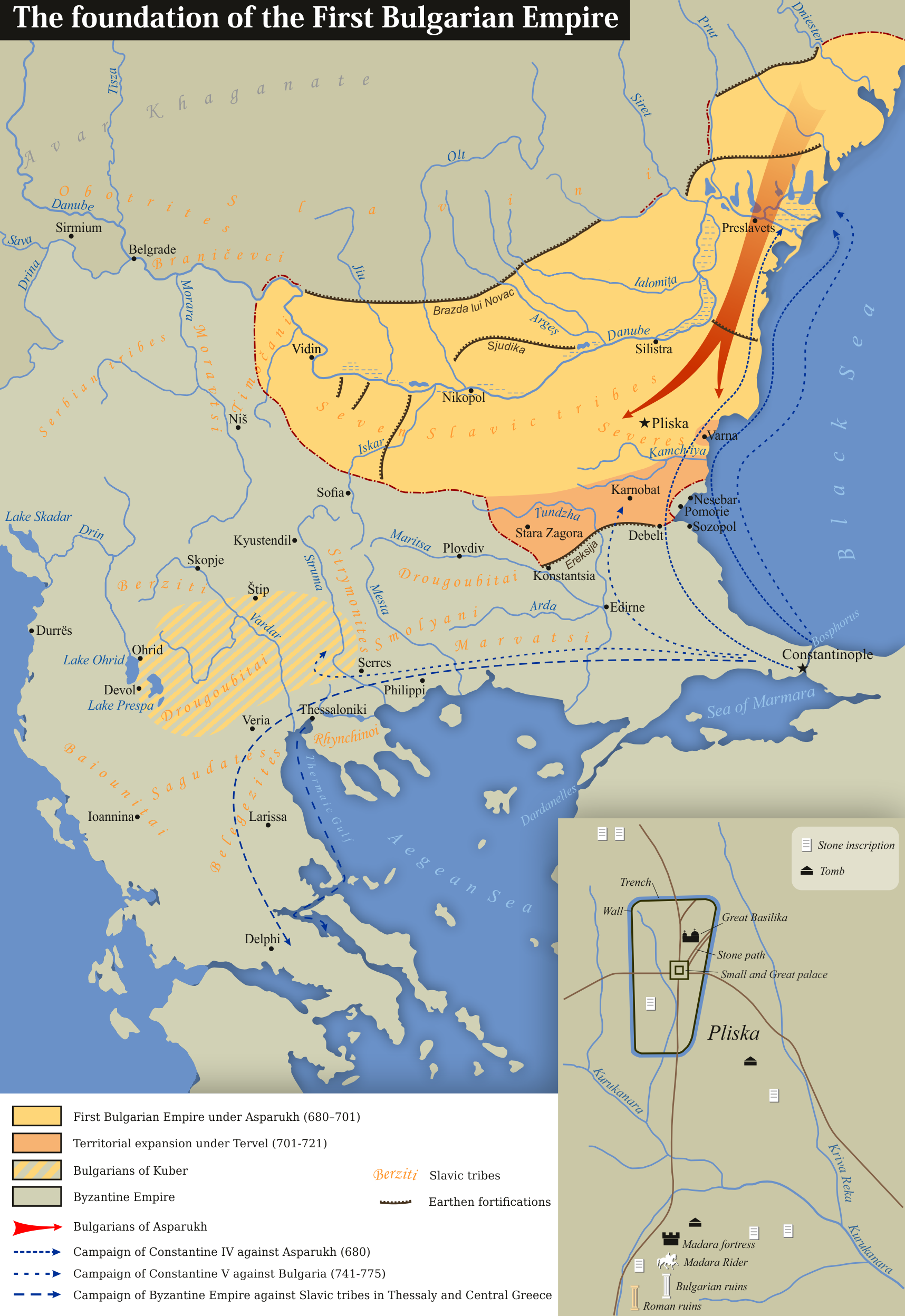
Сім слов'янських племен під час заснування Першого Болгарського царства 681 року

Союз семи слов'янських племен (болг. Седемте славянски племена; болг. Седемте рода, грец. Έπτά γενεάς — «Сім родів» або «Сім племен») — міжплемінне об'єднання слов'ян VII століття на Балканському півострові, що стало поряд з булгарами, а також іншими слов'янами, основою майбутньої держави — Першого Болгарського царства і болгарського народу.

## Розселення
Найбільшою Славінією на балканському просторі, на думку Г. Г. Литавріна, була під назвою «Сім родів» або інакше «Сім племен». Ця Славінія перебувала у візантійських Мезії та Малій Скіфії. Заселення цих земель слов'янами почалося після 602 року. Кочові булгари-аспарухи були нечисленні й оселилися на Балканах однією хвилею міграції, яку Михайло Сірійець описав як 10 000 чоловік. Так поступово вони асимілювалися зі слов'янською культурою та до 10 століття вже прийняли слов'янські говори, булгарська мова ж пішла до небуття. Згідно з Феофаном Сповідником, після підкорення тамтешніх слов'ян булгарами в 679/680 роках вони були розселені:
|  | Підкоривши з оселених там племен славинів так звані сім родів, сіверів булгари розселили від початку ущелини Берегава до східних областей, а на півдні і на заході до Аварії — решту сім родів, які платили їм данину.Оригінальний текст (рос.) Покорив из живущих там племён славинов так называемые семь родов, северов булгары расселили от начала ущелья Берегава до восточных областей, а на юге и на западе до Аварии — остальные семь родов, которые платили им дань. |

## Історія
Найменування «Сім родів» або «Сім племен» є самоназвою, яка відображала первісне число при об'єднанні, але не дійсне число родів на 679 рік. Є припущення, що це міжплемінне об'єднання слов'ян уклало з Візантійським царством договір і стало її союзником — «федератами», зобов'язавшись за певну плату охороняти кордони Візантії, в основному від аварів. За даними Хронографії Феофана в 679/680 роках булгари підкорили їх і зобов'язали платити данину. Однак у патріарха Никифора слов'яни після їхнього підкорення стають охоронцями меж областей, що були завойовані булгарами:
|  | Вони підпорядковують славинські племена, що живуть поблизу, і одним з них доручають охороняти [області], що належать до аварів, іншим — стежити за сусідніми з ромеями [землями].Оригінальний текст (рос.) Они подчиняют живущие поблизости славинские племена и одним из них поручают охранять [области], принадлежащие к аварам, другим — смотреть за соседними с ромеями [землями] |

Того часу для новонародженої болгарської держави не тільки Візантійська імперія становила загрозу, а й авари були небезпечними, тому зміцнення кордонів було логічним для булгар. Це дозволяє припускати союзницькі відносини між слов'янами і булгарами, і навіть самостійність деяких слов'янських племен. Однак питання про союзницькі чи данницькі відносини між слов'янами і булгарами так і не вирішено ствердно.

## Згадка у «Баварського географа»
Л. Нідерле висловив пипущення, що згадуване у «Баварського географа» слов'янське утворення ептарадиці (eptaradici) є відображенням повідомлення Феофана про сім слов'янських племен. До цієї гіпотези О. В. Назаренко зробив доповнення. Згідно з ним, ептарадиці — це «гібридний» греко-слов'янський етнонім, виходячи з грецьк. έπτά «сім» + слав. *rodь-ci, що позначало групу нижньодунайських слов'ян, згадуваних Феофаном. Були й супротивники такого зіставлення.